# Битва за Прачуапкхирикхан
Битва за Прачуапкхирикхан (англ. Battle of Prachuap Khiri Khan) — сражение Второй мировой войны, состоявшееся на Юго-Восточно-Азиатском театре военных действий во время Таиландской операции с 8 по 9 декабря 1941 года на аэродроме Прачуапкхирикхан, вдоль Сиамского залива на перешейке Кра. Японские войска рассчитывали использовать аэродромы Таиланда для дальнейшего наступления на Британские Бирму и Малайю. Сражение завершилось после объявления перемирия между Японией и Таиландом.

## Ход сражения
Около 3 часов утра 8 декабря 1941 года 2-й батальон 143-го пехотного полка 55-й дивизии Императорской армии Японии, которым командовал майор Кисоёси Уцуномия, начал высадку у города Прачуапкхирикхан. Командир крыла Прават Чумсаи, который командовал 5-й эскадрильей, узнал о вторжении и приказал начать оказывать сопротивление прибывшим. Оборонявшиеся были вооружены шестью станковыми и двумя ручными пулемётами, из которых открыли огонь по наступающим японцам. Небольшой гарнизон пилотов и членов экипажа был укомплектован полицейскими и членами молодёжной военизированной организации Ювачон, которые сбежали из города после того, как японцы захватили в нём телеграф и полицейский участок.
Несмотря на то, что японцы заняли аэродром, лётчики 5-й эскадрильи ВВС Таиланда попытались взлететь на рассвете, чтобы разбомбить позиции японцев. Старший офицер Пром Чувонг взлетел первым на своём Hawk III, но японцы сбили его самолёт, и Чувонг погиб. Были сбиты ещё два таких самолёта: оба пилота погибли, а третий пилот при посадке своей машины был ранен. Взлетел только офицер Ман Прасонгди, попытавшийся сбросить четыре 50-килограммовые бомбы на транспорт в гавани Манау, но не смог его найти из-за густого тумана и сильного дождя.
К 8:00 значительная часть северных ангаров была в руках японцев. Таиландцы подожгли диспетчерскую башню, забросив взлётно-посадочные полосы и укрепившись на новом периметре: остатки лётных экипажей были под прикрытием пулемётчиков, засевших в доме у теннисного корта. Командовали ими Сингто Сенсук и Касем Вонгканья. Пулемёт вёл огонь утром и после полудня. Офицер Сомсри Сучриттхам и ещё около 30 человек отступили, когда их северный фланг оказался под угрозой, и оставили взлётно-посадочные полосы. Японцы тем временем, закрепившись на пляже, попытались занять то, что осталось от ангаров и ВПП. Подкрепления в виде 10 танков и артиллерии высаживались с транспортных кораблей. Семьи лётчиков укрылись в домах на горе Лауммыак. Эвакуацией кварталов занимался офицер Пхон Тхонгприча.
Защитники заняли новые позиции и разделились на три группы: одна заняла дома в заливе Прачуап и обстреливала всех, кто продвигался по дороге со стороны охранного поста; другая группа под командованием командира Правата заняла командные и административные здания; третья укрепилась в домах напротив залива Манау. Они обстреливали подходы со стороны ангаров и ВПП. Битва продолжалась до позднего вечера, но уже не была такой интенсивной: расчёт станкового пулемёта на теннисном корте сдерживал натиск японцев, а бойцы с ручными пулемётами заделывали дыры в обороне таиландцев по периметру. В течение всей ночи ходили слухи о том, что моряки КВМС Таиланда прорывались с боем, чтобы помочь оборонявшимся. Боеприпасы были на исходе, и в какой-то момент лётчики стали стрелять холостыми снарядами по японцам.
На следующее утро таиландцы получили телеграмму из МВД, которую доставил почтальон в затишье. В телеграмме был приказ немедленно прекратить огонь, так как правительство заключило перемирие. Однако таиландцы подумали, что это была японская фальшивка, и продолжили борьбу. Разгневанные японцы бросились штурмовать позиции и стали постепенно выдавливать защитников. Вскоре пулемётный расчёт на теннисном корте был выведен из строя, оба стрелка были серьёзно ранены. В 10:00 командир Прават приказал поджечь командное здание вместе со всеми военными документами. После поджога старший офицер медицинской службы Праяд Кончонвирой приказал эвакуировать госпиталь и поджёг здание госпиталя. Прават приказал офицерам оставить по патрону для себя в личном оружии, чтобы застрелиться, и приказал всем желающим уйти самостоятельно из окружения; оставшиеся с ранеными ушли на гору Лауммыак.
В полдень прибыл гражданский автомобиль с белым флагом, где были чиновники из правительства Таиланда, в том числе заместитель секретаря провинции Йарунпхан Исарангуннааюттхая. Йарунпхан приказал командиру Правату прекратить огонь, обосновав это приказом премьер-министра, фельдмаршала Пхибун Сонгкхрама. Бои прекратились официально в 12:35 9 декабря 1941 года.

## Потери
Таиландцы потеряли 42 человека убитыми и 27 ранеными, включая солдат ВВС, полицейских и гражданских (беременная жена Правата погибла от шальной пули). По японским данным, Императорская армия Японии потеряла 115 убитыми, но таиландцы заверяли о 417 убитых и более 300 раненых, а японцы якобы просто кремировали трупы погибших и сокрыли свои реальные потери.

## Память
В городе был установлен памятник защитникам ВВС Таиланда, и каждый декабрь у него проводятся поминальные мероприятия с целью почтить память погибших за свободу Таиланда в борьбе против японцев.